# Crème (produit laitier)
Pour les articles homonymes, voir Crème.
La crème est un produit laitier, un concentré issu du lait riche en matière grasse. Elle est obtenue soit mécaniquement par centrifugation, soit naturellement par décantation du lait cru. 

## Histoire

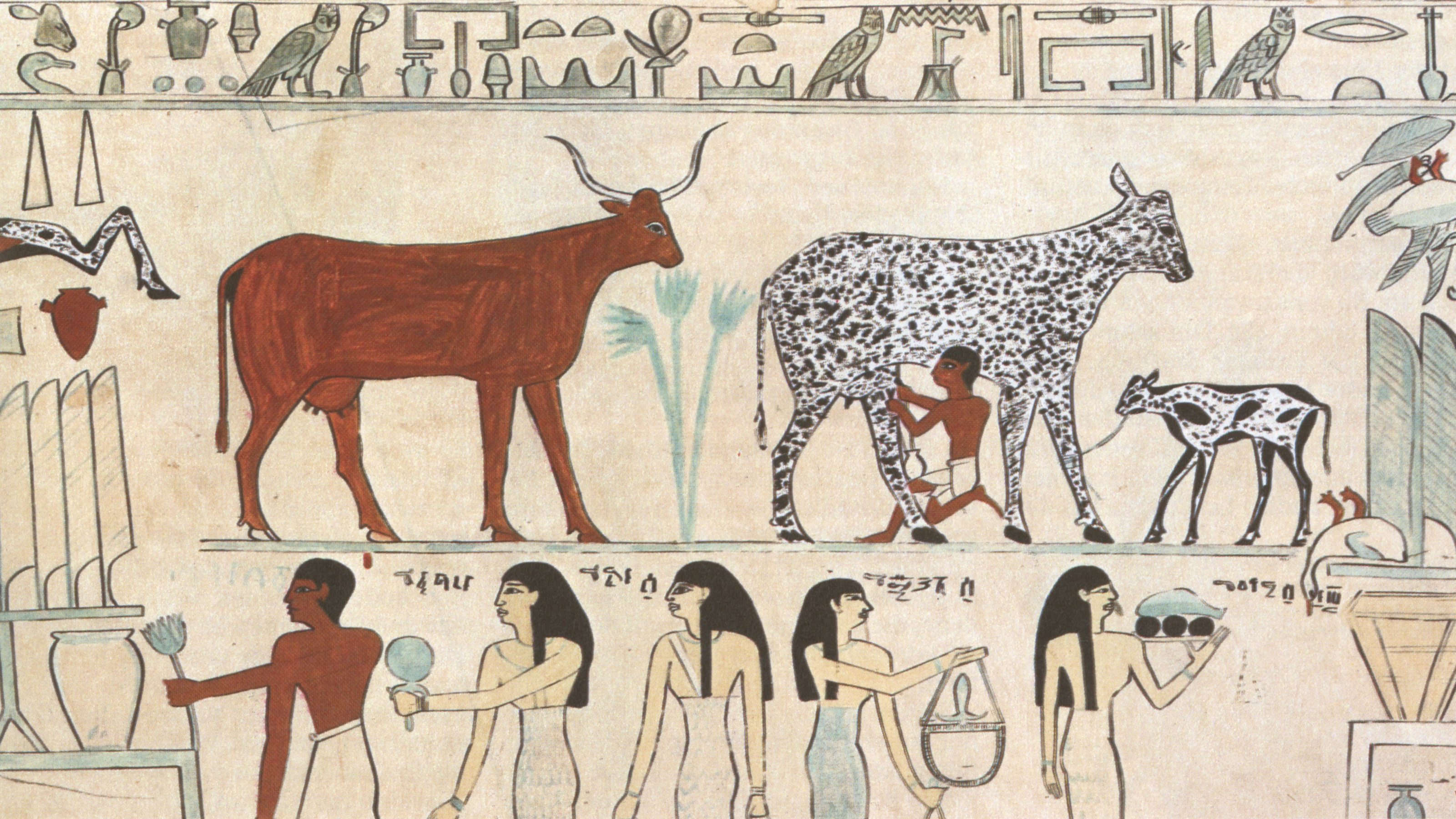
La traite en Égypte antique

Les origines de la crème sont liées au lait cru. L'homme pratique l'agriculture depuis environ 10 000 ans. Avec la domestication des animaux dans le Proche-Orient ancien, c'est d'abord le lait des chèvres, puis des brebis, et enfin celui des vaches qui a été transformé.
Le lait contenant la crème sert à la fabrication des fromages et du beurre.

### La crème de lait végétal
Au Moyen Âge, la crème et le beurre n'entrent pas dans les recettes de liaisons des sauces ou soupes, elles sont faites avec des amandes broyées, des œufs durs, de la mie de pain.
Des « darioles de cresme » sont présents à la table de madame de Savoie à Hesdin, le mercredi 9 août 1335, d'après le compte de l'Hôtel des dépenses de bouche inscrit sur un petit rouleau manuscrit,. Ce sont des pâtisseries à base d'amandes, dont une recette de cuisine médiévale se trouve dans le Viandier de Taillevent (v.1490).

### La crème du lait
En 1668, dans l'École des Ragouts, François Pierre de la Varenne cite les Normands qui utilisent la crème dans leurs sauces. La crème chantilly est inventée en ce XVIIe siècle.
Un siècle plus tard, l'usage de la crème se généralise pour cuisiner des sauces et des farces, servis avec des viandes et des volailles.
Au XIXe siècle, elle devient un ingrédient à part entière dans la cuisine française, et le cuisinier Antonin Carême l'associe plus particulièrement aux pommes de terre dans ses recettes. À partir de 1878, l'invention de l'écrémeuse permet d'obtenir rapidement la crème, sans repos du lait.

## Production

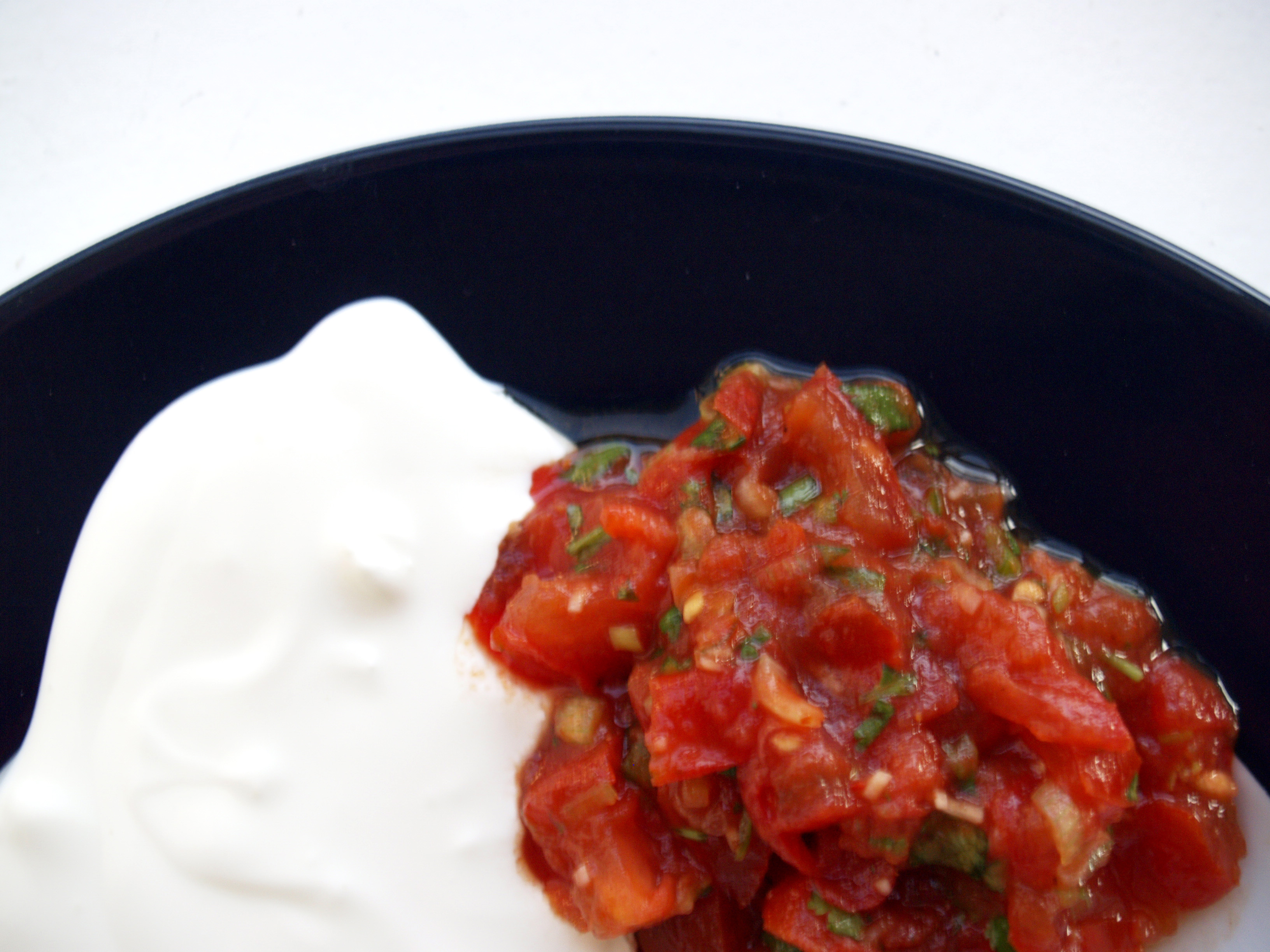
Crème et sauce chili

Dans les pays aux pratiques d'hygiène soumises à des normes sanitaires publiques obligatoires, la majorité de la crème commercialisée est maintenant en provenance de l'industrie agroalimentaire ; les innombrables producteurs familiaux (ou producteurs fermiers) ne pouvant amortir l'investissement inhérent à ces nouvelles normes de transformation ou n'ayant même pu en assumer l'investissement financier.
Il existe plusieurs types de productions crémières utilisant des méthodes d'obtentions différentes donnant des produits finis distincts. Ces différences sont d'ordres sensorielles, nutritives, de conservation, etc.

### Industrielle
Dans la transformation industrielle de la crème, le processus est accéléré par centrifugation du lait avant son « homogénéisation ». Cette crème est vendue sous différents noms apposés sur l'emballage en fonction du contenu total en matières grasses et des transformations qu'elle a subies, comme la pasteurisation par exemple. Elle contient parfois des épaississants, des émulsifiants, pour pallier le manque de matières grasses, et des stabilisants.

### Fermière ou familiale
Dans les productions agricoles familiales de la crème, le lait cru est laissé au repos plusieurs heures ; la matière grasse, plus légère, remonte avec le temps et se concentre à la surface : c'est le « crémage » ; ce phénomène est naturel. Elle sera récupérée par écrémage du lait de vache, de brebis, de chèvre.
Si la production est assez importante, un local spécifique appelé crèmerie pourra être utilisé, ainsi que l'utilisation d'une écrémeuse.

### Liquide ou épaisse
La crème provenant directement de l’écrémage est liquide. Les producteurs font varier sa texture en ajoutant des ferments lactiques et des d’additifs autorisés (épaississants) ou en modifiant le taux de matière grasse. Les ferments lactiques déclenchent la coagulation des protéines ce qui provoque l’épaississement de la texture (sa maturation). Une crème épaisse n'est pas forcément plus grasse qu’une crème liquide.

## Composition et valeur nutritionnelle

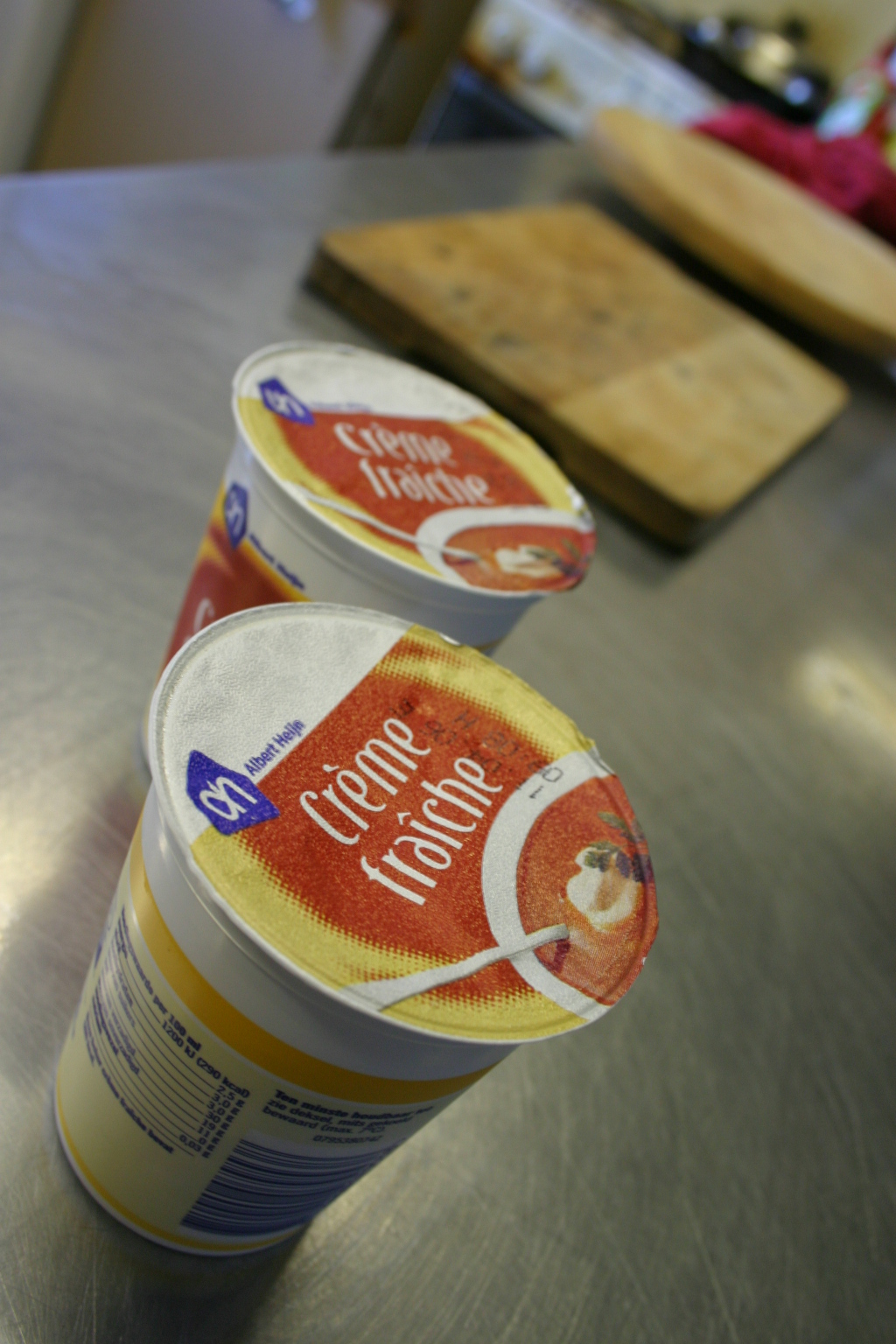
Crème fraîche d'une marque de distributeur (Albert Heijn)

La crème est une composante du lait, elle possède les mêmes nutriments. Sa valeur énergétique varie en fonction de sa teneur en matières grasses, de 325 à 1 360 kJ.

## Types de crèmes
Sans ferments ajoutés

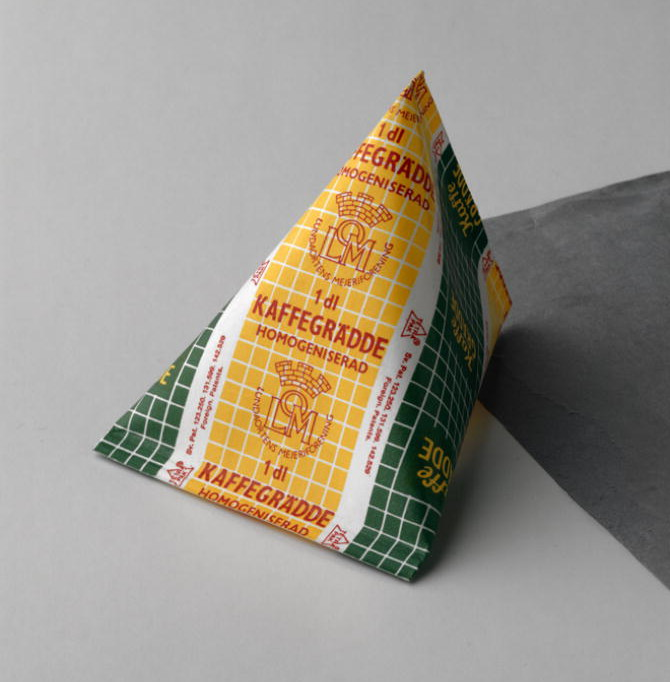
Crème dans un berlingot Tetra Pak.

- Crème fraîche crue. Elle est le produit direct de l'écrémage, conservé à +6 °C et sans aucun traitement de pasteurisation ou autres. Liquide, dans les premiers temps, elle a une saveur douce, et contient plus de matière grasse que les autres crèmes. La mention crème « crue » doit figurer sur l'étiquette[8].
- Crème fleurette, crème crue obtenue traditionnellement par crémage, ou crème fraîche liquide utilisée dans la restauration.
- Crème double, contient au moins 45 % de matière grasse (produit suisse)[9]. En France, c'est la crème fraîche 30 %.
- Demi-crème ou crème à café, teneur en matière grasse égale ou supérieure à 15 % (produit suisse)[9].
- Crème entière, elle est stérilisée, UHT, ou pasteurisée. Cette dernière est la crème fraîche liquide et la crème fraîche épaisse, elle doit posséder au moins 30 % de matière grasse jusqu'à 40 % (crème d'Isigny)[10].
- Crème légère fraîche liquide.
- Crème stérilisée liquide.
- Crème UHT.

Avec ferments ajoutés
- Crème crue maturée.
- Crème fraîche épaisse.
- Crème légère fraîche épaisse.
- Crème aigre ou crème sûre.

### Appellations de crème avec protection
- Crème fraîche fluide d'Alsace IGP.
- Crème d'Isigny, crème AOC (devenue AOP) en France.
- Crème de Bresse, crème AOC (devenue AOP) en France.
- Cornish Clotted Cream AOP, une des Clotted cream.

## Conservation

### En France
La crème UHT a été chauffée à 150 °C.
La crème stérilisée non UHT a été chauffée à 115 °C.
La crème pasteurisée a été chauffée entre 65 et 85 °C.
La crème « crue » n'a pas été chauffée.